# 163 Pułk Piechoty (1939)
163 Pułk Piechoty (163 pp) – rezerwowy oddział piechoty Wojska Polskiego okresu kampanii wrześniowej 1939.
163 pułk piechoty nie występował w organizacji pokojowej Wojska Polskiego. Był jednostką mobilizowaną zgodnie z planem mobilizacyjnym „W” w mobilizacji niejawnej, w grupie jednostek oznaczonych kolorem zielonym. Jednostkami mobilizującymi 163 pułk piechoty były bataliony KOP „Borszczów” i „Czortków” oraz 48 pułk piechoty w Stanisławowie. Dowódca baonu KOP „Czortków” był odpowiedzialny za przygotowanie i przeprowadzenie mobilizacji dowództwa 163 pp, I i II baonu, kompanii przeciwpancernej typ II, plutonu łączności i plutonu pionierów, natomiast dowódca baonu KOP „Borszczów” – III baonu, a dowódca 48 pułku piechoty – organów kwatermistrzowskich jednostek pozabatalionowych 163 pp, kompanii gospodarczej, kompanii zwiadowczej i plutonu przeciwgazowego.
Sformowany w sierpniu 1939 dla 36 Rezerwowej Dywizji Piechoty ze składu Armii „Prusy”.

## Organizacja wojenna i obsada personalna
Organizacja wojenna i obsada personalna pułku
Dowództwo
- dowódca pułku – ppłk piech. Przemysław Nakoniecznikoff-Klukowski (od 8 IX dowódca 36 DP)
- I adiutant – kpt. piech. Antoni Wacikiewicz
- oficer informacyjny – por. piech. Aleksander Szczerbowicz–Wieczór †4 X 1939
- oficer łączności – kpt. Wiktor Stanisław Masłowski
- kwatermistrz – kpt. piech. Michał II Pilch
- oficer płatnik – ppor. rez. Zbigniew Adam Brosznowski
- zbrojmistrz – chor. Ludwik Magiera[5]
- dowódca kompanii gospodarczej – por. Edmund Kurowski
- kapelan – ks. kpl. rez. Zygmunt Badowski
- naczelny lekarz – kpt. lek. dr Wacław Chojnacki
- szef kancelarii – st. sierż. Stanisław Bochen

I batalion
- dowódca batalionu – mjr Stanisław Ruśkiewicz
- adiutant – por. Feliks Franciszek Pikulski
- oficer gospodarczy – kpt. int. Adam Julian Wąs †1940 Charków[6]
- dowódca 1 kompanii – kpt. Artur Bronisław Dubeński
- dowódca I plutonu – ppor. rez. Wawrzyniec Bronisław Szulc
- dowódca 2 kompanii – por. piech. Bogumił Jurkiewicz
- dowódca I plutonu – ppor. rez. August Bronisław Pituła
- dowódca II plutonu – ppor. rez. Kutrowski
- dowódca 3 kompanii – kpt. Stefan Mróz †8 IX 1939 Szydłowiec[7]
- dowódca I plutonu – por. Władysław Antoni Jankowski †8 IX 1939 Szydłowiec[7]
- dowódca 1 kompanii ckm – por. piech. Wiktor Piotr Pękalski
- dowódca plutonu kolarzy – sierż. Jan Mucha †5 IX 1939 Ruda Maleniecka[7]

II batalion
- dowódca batalionu – mjr Jan Andrychowski
- adiutant – por. piech. Michał Woda
- dowódca 4 kompanii – por. Marian Wincenty Jakubowski †8 IX 1939 Szydłowiec[7]
- dowódca 5 kompanii – kpt. Stanisław Wośko
- dowódca 6 kompanii – por. piech. Zbigniew Kazimierz Horoszewicz 8 IX 1939 ciężko ranny w Szydłowcu
- dowódca I plutonu – ppor. rez. Teodor Rudkowski
- dowódca 2 kompanii ckm – kpt. Kazimierz Pisański[8]

III batalion
- dowódca batalionu – mjr piech. Kazimierz Ferdynand Bielawski
- adiutant – kpt. Władysław Zawistowicz
- oficer łączności – por. Witold Włodzimierz Moszyński
- lekarz – ppor. rez. dr Edmund Krall
- dowódca 7 kompanii – por. Stanisław Florian Moskwa
- dowódca 8 kompanii (kompania graniczna „Skała”) – kpt. piech. Stefan II Kożan
- dowódca III plutonu – ppor. rez. Tadeusz Edmund Burak
- 9 kompanii (kompania graniczna „Turylcze”) – kpt. Tadeusz Kazimierz Józef Nieżychowski
- dowódca I plutonu – por. Józef Bukowski †7 IX 1939 Kazanów
- dowódca plutonu – ppor. rez. Stanisław Szymczak
- dowódca 3 kompanii ckm – kpt. Władysław Henzell
- dowódca plutonu ckm na taczankach – ppor. rez. Stanisław Dziedzic
- dowódca plutonu moździerzy – ppor. rez. Karol Wojciech Zwoliński
- dowódca plutonu kolarzy – por. Józef Steckiewicz 7 IX 1939 ciężko ranny w Kazanowie

Pododdziały specjalne
- dowódca kompanii zwiadowców – por. Tadeusz Ludwik Swoboda
- dowódca plutonu konnego – ppor. kaw. rez. Kazimierz Ludwik Dziurgot
- dowódca plutonu kolarzy – por. Mieczysław Rożniatowski
- dowódca kompanii przeciwpancernej – por. Henryk Wojciech Czypicki[9]
- dowódca I plutonu – por. Józef Przybylski 7 IX 1939 ciężko ranny
- dowódca II pluton – ppor. rez. Jan Balicki
- dowódca plutonu pionierów – st. sierż. Wettersheim
- dowódca plutonu przeciwgazowego – plut. Stanisław Janiszewski

Przydziały nieustalone
- ppor. rez. Marian Walerian Huczewski
- ppor. rez. Józef Machowski
- ppor. rez. Stanisław Mederski
- ppor. rez. Władysław Mikołajewicz
- ppor. rez. Roman Wrona
- ppor. rez. Jan Adrian Zyśko